# Messenhausen
Messenhausen ist ein Stadtteil von Rödermark im Landkreis Offenbach in Hessen mit rund 800 Einwohnern.

## Geographische Lage
Die Ortslage von Messenhausen grenzt im Norden an den bewaldeten Saum des Stadtgebietes von Dietzenbach. Die relativ kleine Gemarkung von Messenhausen umfasst im Südwesten Richtung Urberach die landwirtschaftlich genutzten Flächen des 177,4 m hohen Hainchesbuckels und im Nordosten Richtung Siedlung Waldacker einen schmalen Streifen des 172,8 m hohen Kappewaldes. Dazwischen in einer Senke liegt der Ort abseits aller überörtlichen Verkehrsverbindungen. Eine Gemeindestraße führt in südliche Richtung nach Urberach, dessen Ortslage durch die Erschließung eines Gewerbegebietes bis auf etwa 200 Meter an Messenhausen herangerückt ist. Eine andere Gemeindestraße führt nach Südosten zur Bundesstraße 459 und zu dem gut einen Kilometer entfernten Ober-Roden.

## Geschichte

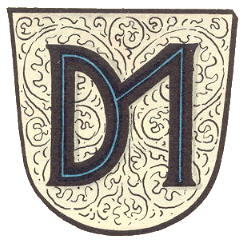
Wappenvorschlag von 1956

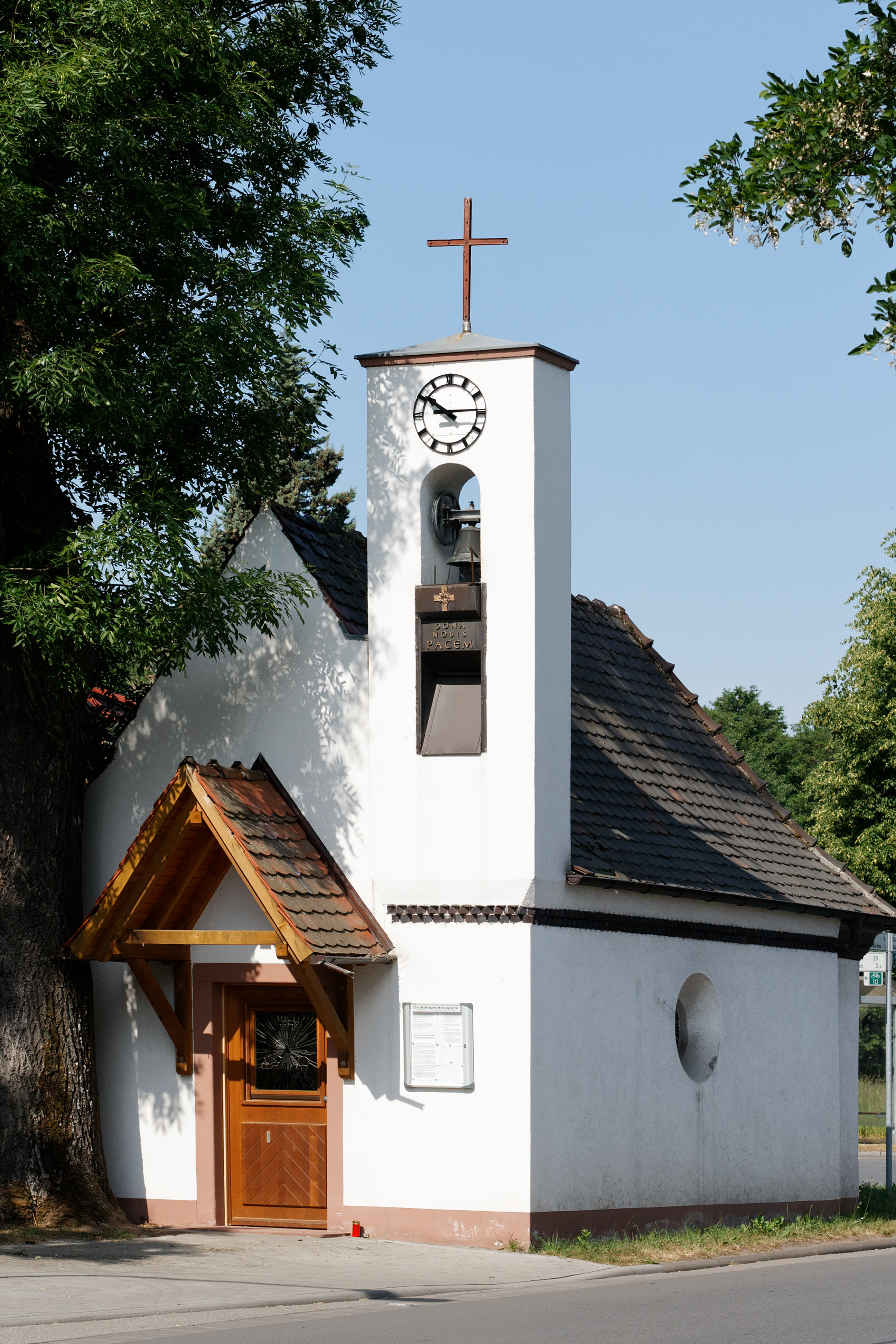
In Messenhausen steht mit der Dreifaltigkeitskapelle das älteste Gotteshaus Rödermarks

### Mittelalter und Frühe Neuzeit
Die älteste erhaltene Erwähnung des Dorfes stammt von 1282. In der Folgezeit verliehen die Herren von Eppstein Messenhausen an verschiedene adlige Familien. Nach deren Aussterben gelangte der Besitz an Kurmainz. Die Herren von Frankenstein hielten die Messenhäuser Höfe für Jahrhunderte von Kurmainz als Lehen. In Messenhausen galt das Mainzer Landrecht als Partikularrecht. Das Gemeine Recht galt darüber hinaus, soweit das Mainzer Landrecht spezielle Regelungen für einen Sachverhalt nicht enthielt. Dieses Sonderrecht behielt seine Geltung auch im gesamten 19. Jahrhundert während der Zugehörigkeit des Gebietes zum Großherzogtum Hessen(-Darmstadt) und wurde erst zum 1. Januar 1900 von dem einheitlich im ganzen Deutschen Reich geltenden Bürgerlichen Gesetzbuch abgelöst.

### Neuzeit
1806 fiel mit Gründung des Rheinbundes und aufgrund der Rheinbundakte fiel die staatliche Souveränität über allen ritterschaftlichen Besitz im Bereich des Großherzogtums Hessen(-Darmstadt) an das Großherzogtum, so auch der Besitz der Herren von Frankenstein und die Messenhäuser Höfe. Allerdings blieben die Rechte der Herren von Frankenstein als Inhaber des Patrimonialgerichts Messenhausen erhalten.
1821 kam es zu einer Verwaltungsreform im Großherzogtum. Mit ihr wurden auch auf unterster Ebene Rechtsprechung und Verwaltung getrennt. Für deren bisherige Verwaltungsaufgaben wurden Landratsbezirke geschaffen und für die erstinstanzliche Rechtsprechung Landgerichte. Messenhausen kam zum Landratsbezirk Langen. 1822 wurde auch das Patrimonialgericht aufgelöst und die erstinstanzliche Rechtsprechung dem Landgericht Langen übertragen.
Weiter wurde 1821 Messenhausen der Bürgermeisterei Ober-Roden angeschlossen, behielt aber bis 1957 einen eigenen Gemeindehaushalt. Am 1. März 1958 schloss sich der Ort Ober-Roden an.

## Einwohnerentwicklung
Messenhausen hatte
- 1829 80 Einwohner und
- 1978 605 Einwohner.

## Kultur und Sehenswürdigkeiten
In Messenhausen steht mit der Dreifaltigkeitskapelle (Baujahr ca. 1820) das älteste noch erhaltene Gotteshaus Rödermarks. Das denkmalgeschützte Gebäude ist alljährlich am Dreifaltigkeitssonntag Ziel von Prozessionen der katholischen Gemeinden St. Nazarius (Ober-Roden) und St. Gallus (Urberach).